# Albert Jorquera
Albert Jorquera (født 3. marts 1979) er en spansk tidligere fodboldmålmand. Han spillede det meste af sin karriere i F.C. Barcelona, hvor han overvejende var reserve, da Víctor Valdés var førstevalg. 